# Малая Мостовая (деревня)
Малая Мостовая — деревня в Щёкинском районе Тульской области в составе Огарёвского сельского поселения.

## География
Находится в центральной части Тульской области на расстоянии 3 км на юг от города Щёкино, административного центра района.

## История
В 1859 году здесь (деревня Мостовая Нижняя Крапивенского уезда Тульской губернии) было учтено 10 дворов, в 1926 — 34, в конце 1930-х годов — 36.

## Население
Постоянное население составляло 118 человек (1859 год), 181 (1926), 51 (русские 72 %) в 2002 году, 26 в 2010.